# Gmina Żelino
Gmina Żelino (mac. Општина Желино) – gmina wiejska w północno-zachodniej Macedonii Północnej.
Graniczy z gminami: Makedonski Brod od południa, Sopiszte i ze Skopje od wschodu, Jegunowce od północy, Tetowo od północnego zachodu oraz Brwenica od zachodu.
Skład etniczny
- 99,2% – Albańczycy
- 0,29% – Macedończycy
- 0,51% – pozostali

W skład gminy wchodzi:
- 18 wsi: Cerowo, Cziflik, Dobarce, Dołna Lesznica, Gorna Lesznica, Grupczin, Kopaczin Doł, Larce, Łukowica, Merowo, Nowo Seło, Ozormiszte, Pałatica, Rogłe, Sedlarewo, Strimnica, Trebosz, Żelino.